# Witte pelikaan
De witte pelikaan (of Amerikaanse witte pelikaan) (Pelecanus erythrorhynchos) is een vogel uit de familie Pelecanidae.

## Leefwijze
Dit 125 tot 180 cm grote groepsdier zit niet graag in bomen, maar liever op de grond, rustend op eilandjes of zandbanken. Mannelijke witte pelikanen zijn in het broedseizoen te herkennen aan een hoornen knobbel op de bovensnavel.

## Verspreiding
Deze grote soort komt voor in zoetwatermeren en ondiepe kustwateren in een groot deel van Noord- en Midden-Amerika.

## Status
De grootte van de populatie wordt geschat op 180 duizend individuen vogels. Op de Rode lijst van de IUCN heeft deze soort de status niet bedreigd.

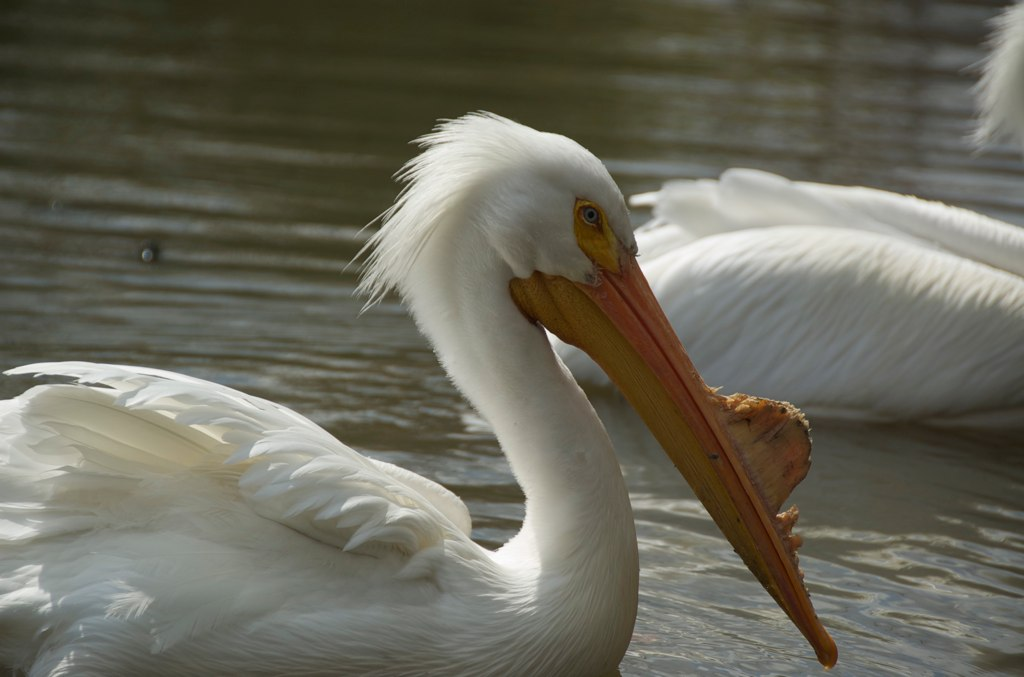
Mannelijke witte pelikaan met knobbel